# Leire Bilbao Barruetabeña
Leire Bilbao Barruetabeña (Ondarroa, 27 de juliol de 1978), és una escriptora i bertsolari basca. És llicenciada en Economia per la Universitat de Deusto. Ha col·laborat en diversos mitjans de comunicació com Euskadi Irratia, Deia i Berria. El 2017, va ser guardonada amb el Premi Euskadi de literatura infantil i juvenil pel seu llibre de poesia Xomorropoemak eta beste piztia batzuk.

## Bertsolarisme
Leire Bilbao s'ha associat a la bertsolarisme des de ben jove, car el 1996 va guanyar el Campionat Escolar de Bertsolaris, entre altres premis.

## Trajectòria literària
Bilbao va començar a participar en certàmens literaris i guanyar diversos premis. L'any 2006, va començar a escriure llibres per a infants i juvenils, i amb Amonak nobioa du, eta zer? va començar una fructífera i pròspera carrera. Alguns dels seus llibres han estat traduïts al castellà, com Garazi Gerezi (2006) per Teresa Cereza.
Es va iniciar a la literatura d'adults amb un llibre de poemes, Ezkatak (2006), i alguns dels seus poemes han estat traduïts a l'anglès, l'italià, l'alemany, el català i el gallec. Cinc anys després, va publicar el seu segon llibre de poemes, Scanner (2011). Alguns dels poemes inclosos van ser traduïts després al romanès, el letó, el txec, el suec i el xinès. A més, alguns poemes del llibre van ser musicats per Jabier Muguruza i Maddi Oihenart. També ha escrit els àlbums Musua (Katxiporreta, 2018) i Bizi-dantza (Katxiporreta, 2019) amb el músic Xabier Zabala.

## Obres

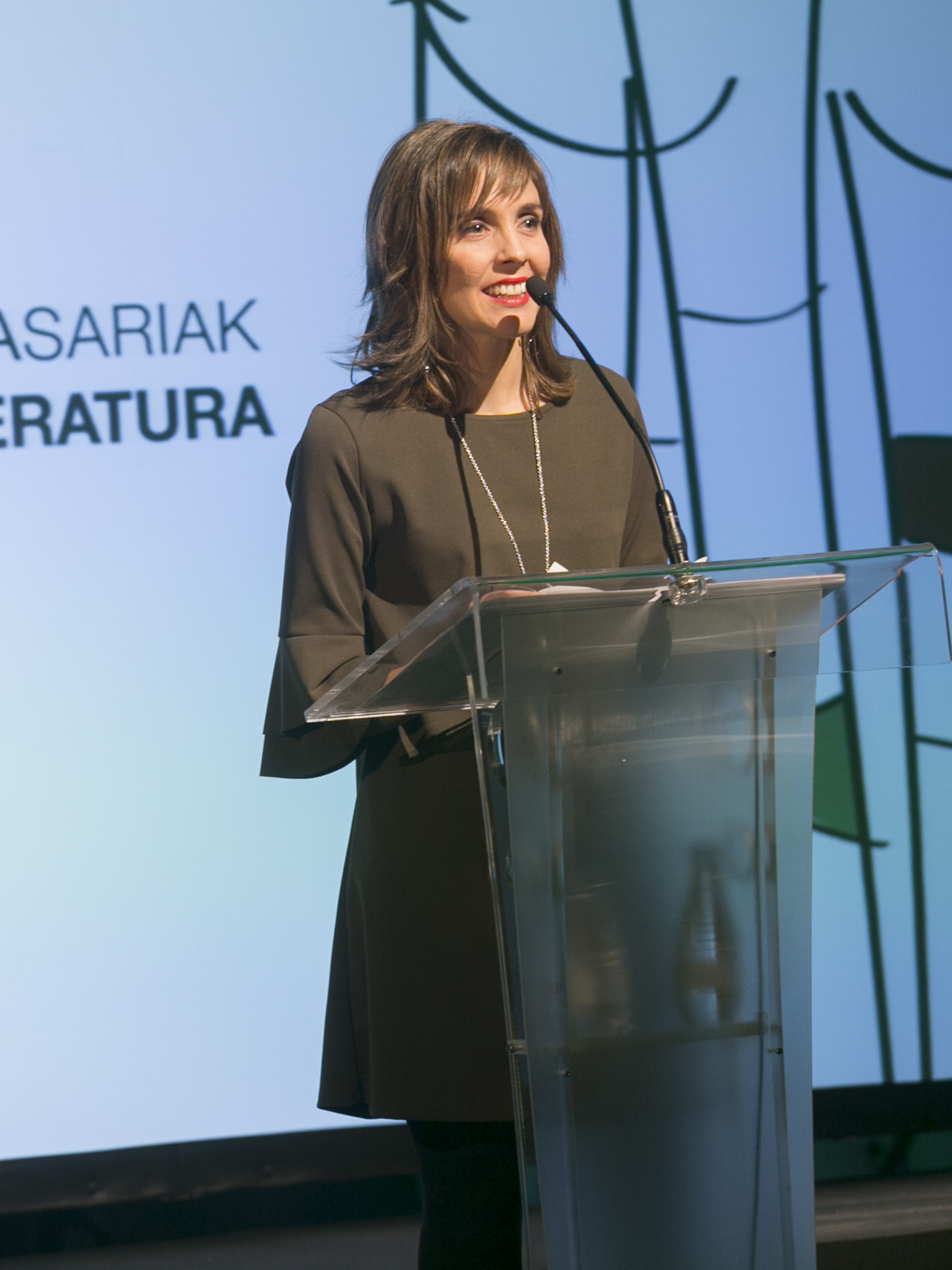
Leire Bilbao als Premis Euskadi Literatura 2017

### Literatura infantil i juvenil
- Amonak nobioa du, eta zer? (Elkar, 2006)
- Komunean galtzen naiz (Elkar, 2007)
- Markel Gelazikin (Elkar, 2008)
- Martin, egon geldi (Elkar, 2009)
- Garazi Gerezi (Gero mensajero, 2009)
- Olagarro bat bainuontzian (Elkar, 2010)
- Armairu barruan ipuinak irakurtzen zituen neska (Erein, 2010)
- Oihana hirian (Elkar, 2011)
- Gaua balkoian (Mezulari, 2012)
- Euli bat dut bihotzean (Elkar, 2013)
- Gerrak ez du izenik (Pamiela, 2013)
- Doministripu jauna (Elkar, 2014)
- Itsasoa edan dut (Ibaizabal, 2014)
- Errotondan bueltaka (Elkar, 2015)
- Xomorropoemak eta beste piztia batzuk (Pamiela, 2016). En català, Bitxopoemes (Kalandraka, 2019; adaptació de Jaume Subirana). Il·lustracions de Maite Mutuberria
- Piztipoemak eta beste xomorro batzuk (Pamiela, 2016). Il·lustracions de Maite Mutuberria
- Pikondoaren balada (Elkar, 2017)
- Mokotxiki (Pamiela, 2017). En català, Bec Xic (Tramuntana, 2019; traducció de Meritxell Cucurella-Jorba). Il·lustracions de Maite Mutuberria
- Leiho bat eta leiho bi (Zubia-Santillana, 2018)

### Poesia
- Ezkatak (Susa, 2006)
- Scanner (Susa, 2011)
- Entre escamas (Marisma, 2018)
- Lurra eta dardara. Zortzi ahots emakumezko antologia poetikoa (Balea Zuria, 2019)[3]
- Etxeko urak (Susa, 2020)

## Premis
- 2013: Premi Etxepare, amb el llibre Gerrak ez du izenik (Pamiela, 2013)
- 2017: Premi Lizardi, amb el llibre Pikondoaren balada (Elkar, 2017)
- 2017: Premi Euskadi Literatura Infantil i Juvenil en euskera, amb el llibre Xomorropoemak eta beste piztia batzuk (Pamiela, 2016)
- 2019: Premi Kirico 2019, amb el llibre Bitxopoemes i altres bèsties. (Kalandraka, 2019)